# Lemidia nitens
Lemidia nitens là một loài bọ cánh cứng trong họ Cleridae. Loài này được Newman miêu tả khoa học năm 1841.